# Lygodactylus
Genre
Synonymes
- Microscalabotes Boulenger, 1883

Lygodactylus est un genre de gecko de la famille des Gekkonidae.

## Répartition
Les espèces de ce genre se rencontrent en Afrique subsaharienne et en Amérique du Sud.

## Description
Ce sont des geckos diurnes de petite taille.
Ils sont principalement caractérisée par un corps trapu et cylindrique, ils ont une tête qui possède un museau court et arrondi.
La queue représente la moitié du corps de l'animal, ils sont aussi pourvu de setae leur permettant d'adhérer sur n'importe quel
support.

## Liste des espèces
Selon The Reptile Database (12 juin 2017) :
- Lygodactylus angolensis Bocage, 1896
- Lygodactylus angularis Günther, 1893
- Lygodactylus arnoulti Pasteur, 1965
- Lygodactylus bernardi Fitzsimons, 1958
- Lygodactylus bivittis (Peters, 1883)
- Lygodactylus blancae Pasteur, 1995
- Lygodactylus blanci Pasteur, 1967
- Lygodactylus bradfieldi Hewitt, 1932
- Lygodactylus broadleyi Pasteur, 1995
- Lygodactylus capensis (Smith, 1849)
- Lygodactylus chobiensis Fitzsimons, 1932
- Lygodactylus conradti Matschie, 1892
- Lygodactylus conraui Tornier, 1902
- Lygodactylus decaryi Angel, 1930
- Lygodactylus depressus Schmidt, 1919
- Lygodactylus expectatus Pasteur & Blanc, 1967
- Lygodactylus fischeri Boulenger, 1890
- Lygodactylus grandisonae Pasteur, 1962
- Lygodactylus graniticolus Jacobsen, 1992
- Lygodactylus gravis Pasteur, 1965
- Lygodactylus grotei Sternfeld, 1911
- Lygodactylus guibei Pasteur, 1965
- Lygodactylus gutturalis (Bocage, 1873)
- Lygodactylus heterurus Boettger, 1913
- Lygodactylus howelli Pasteur & Broadley, 1988
- Lygodactylus inexpectatus Pasteur, 1965
- Lygodactylus insularis Boettger, 1913
- Lygodactylus intermedius Pasteur, 1995
- Lygodactylus keniensis Parker, 1936
- Lygodactylus kimhowelli Pasteur, 1995
- Lygodactylus klemmeri Pasteur, 1965
- Lygodactylus klugei (Smith, Martin & Swain, 1977)
- Lygodactylus lawrencei Hewitt, 1926
- Lygodactylus luteopicturatus Pasteur, 1964
- Lygodactylus madagascariensis (Boettger, 1881)
- Lygodactylus manni Loveridge, 1928
- Lygodactylus methueni Fitzsimons, 1937
- Lygodactylus miops Günther, 1891
- Lygodactylus mirabilis (Pasteur, 1962)
- Lygodactylus mombasicus Loveridge, 1935
- Lygodactylus montanus Pasteur, 1965
- Lygodactylus nigropunctatus Jacobsen, 1992
- Lygodactylus ocellatus Roux, 1907
- Lygodactylus ornatus Pasteur, 1965
- Lygodactylus pauliani Pasteur & Blanc, 1991
- Lygodactylus picturatus (Peters, 1871)
- Lygodactylus pictus (Peters, 1883)
- Lygodactylus rarus Pasteur & Blanc, 1973
- Lygodactylus regulus Portik, Travers, Bauer & Branch, 2013
- Lygodactylus rex Broadley, 1963
- Lygodactylus roavolana Puente, Glaw, Vieites & Vences, 2009
- Lygodactylus scheffleri Sternfeld, 1912
- Lygodactylus scorteccii Pasteur, 1959
- Lygodactylus somalicus Loveridge, 1935
- Lygodactylus stevensoni Hewitt, 1926
- Lygodactylus thomensis (Peters, 1881)
- Lygodactylus tolampyae (Grandidier, 1872)
- Lygodactylus tuberosus Mertens, 1965
- Lygodactylus verticillatus Mocquard, 1895
- Lygodactylus waterbergensis Jacobsen, 1992
- Lygodactylus wetzeli (Smith, Martin & Swain, 1977)
- Lygodactylus williamsi Loveridge, 1952
- Lygodactylus wojnowskii Malonza, Granthon & Williams, 2016

## Publications originales
- Gray, 1864 : Notes on some new lizards from south-eastern Africa, with the descriptions of several new species. Proceedings of the Zoological Society of London, vol. 1864, p. 58-62 (texte intégral).
- Gray, 1864 : Notes on some new lizards from south-eastern Africa, with the descriptions of several new species. The Annals and magazine of natural history, ser. 3, vol. 14, p. 380-384 (texte intégral).